# Guerres de la Ligue de Délos
Pour les articles homonymes, voir Guerre de la Ligue.

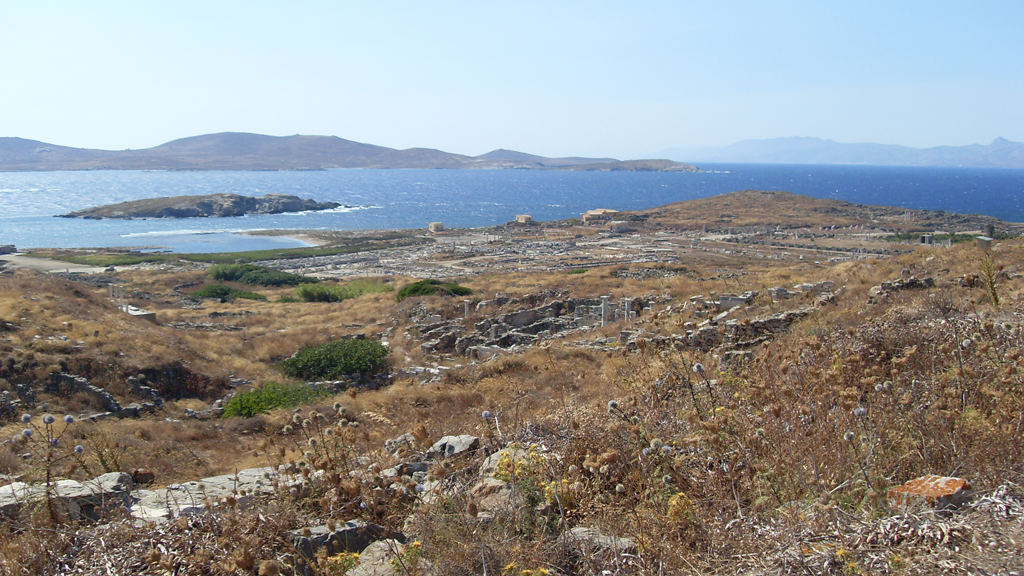
Vue générale des ruines de Délos, cité qui abrite le trésor de la ligue homonyme à partir de 454 avant l’ère chrétienne.

Les guerres de la Ligue de Délos sont une série de campagnes militaires combattues entre la Ligue de Délos d'Athènes et ses alliés et l'Empire achéménide de Perse. Ces conflits représentent une continuation des guerres médiques et s'étalent sur la période entre 477 av. J.-C. et 449 av. J.-C., après la révolte de l'Ionie et les première et seconde invasions perses de la Grèce. 